# Malá tmavá skvrna

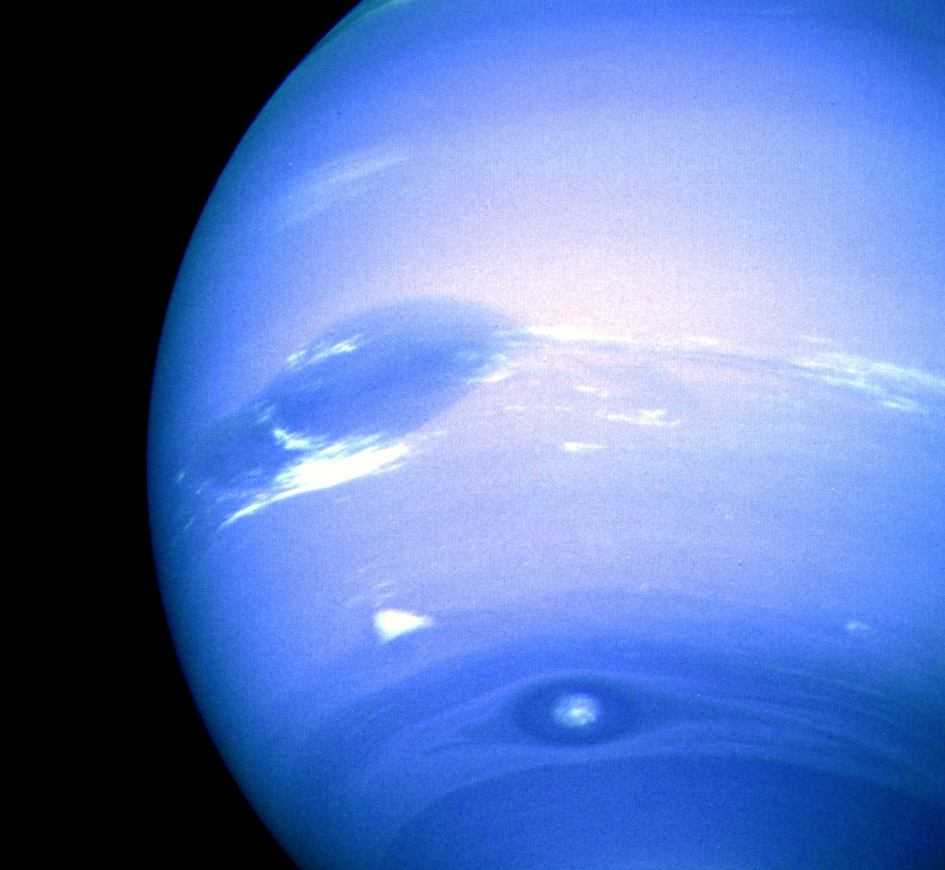
Malá tmavá skvrna (dole) společně s Velkou tmavou skvrnou v atmosféře Neptunu

Malá tmavá skvrna byl atmosférický útvar na planetě Neptun, konkrétně vír. Je menší než velká tmavá skvrna, která se na Neptunu také nacházela. Jelikož je Neptun celkem větrnou planetou, skvrn se v jeho atmosféře vytváří velké množství. Poprvé byla spatřena v roce 1989, kdy ji vyfotografovala sonda Voyager 2.

## Zánik
Hubbleův vesmírný dalekohled ji však v roce 1994 již nezachytil, zřejmě se tedy buď stáhla do hlubších vrstev atmosféry, nebo zanikla. Vědci se spíše domnívají že zanikla.